# 工具
工具或稱裝備、器材，是指能夠方便人們完成工作的器具，它的好處可以是機械性，也可以是智能性的。大部分工具都是簡單機械；例如一根鐵棍可以當作槓桿使用，力點離開支點越遠，槓桿傳遞的力就越大。
哲學家曾經認為只有人類才會運用工具，因此將人定義為懂得運用工具的動物。可是觀察發現黑猩猩及其他動物，特別是靈長類動物，和某些鳥類（如渡鴉）及海獺等都能使用工具。之後，哲學家認為只有人類才有製造工具的能力，直到動物學家觀察到某些鳥類和猴子也會製造工具為止。大部分人類學家相信工具的使用是人類進化史上重要的一步；人類發展出與其他手指相對的拇指用以把握工具，而智力的進步能幫助人類適當運用工具。而一些研究表明，大脑把工具视为身体延伸出去的一部分。
在暴力冲突中被用来提高打击效果的工具称作武器。大部分工具都可作為简单武器之用，例如鎚、刀；同樣，人們也可以把炸藥等武器當作矿业、土木工程和拆除建筑的工具使用。

## 工具的種類
- 設備：是一群大型工具、機械的有意義集合體。
- 器具：是小型及比較簡單的工具。
- 儀器：是經過精細調節的工具，可以是具體的或抽象的。
- 食具：為煮食用工具。
- 機器：是指由數件簡單工具以上組成的有秩序系統，機器可以當作一件複雜工具使用。
- 載具：載運的工具。
- 刑具：拷訊、拘禁罪犯和執行肉刑時使用的器械。
- 容器：用於容納物件、液體、氣體以便儲存及運輸的工具。

### 物質工具

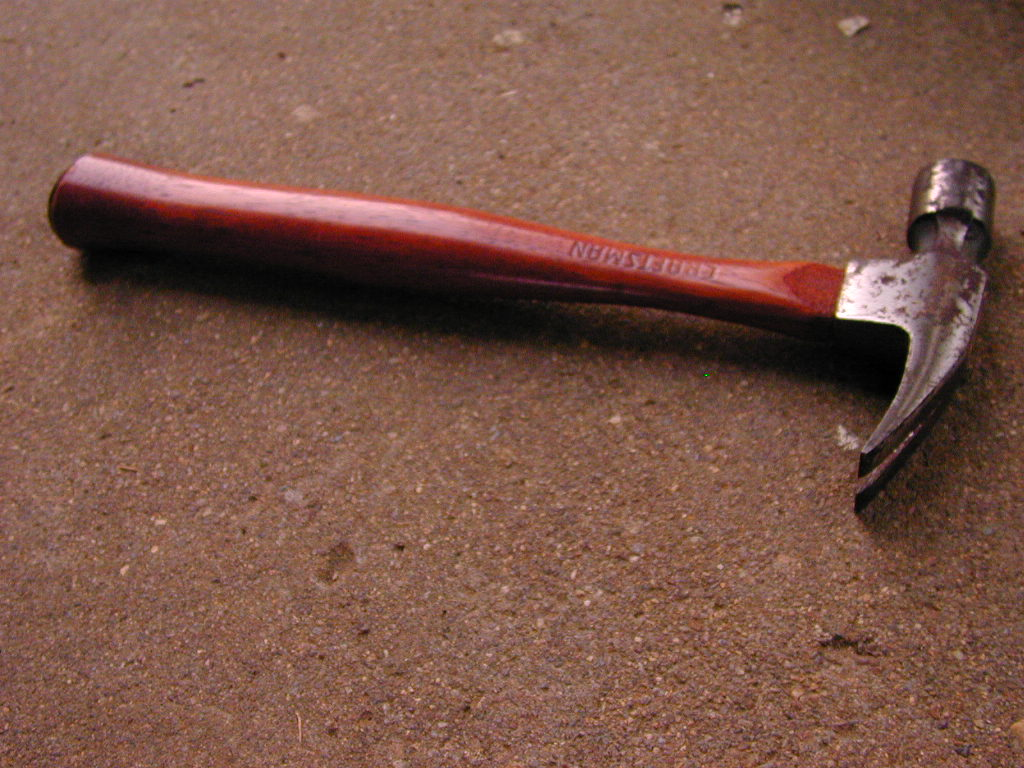
現代鐵槌

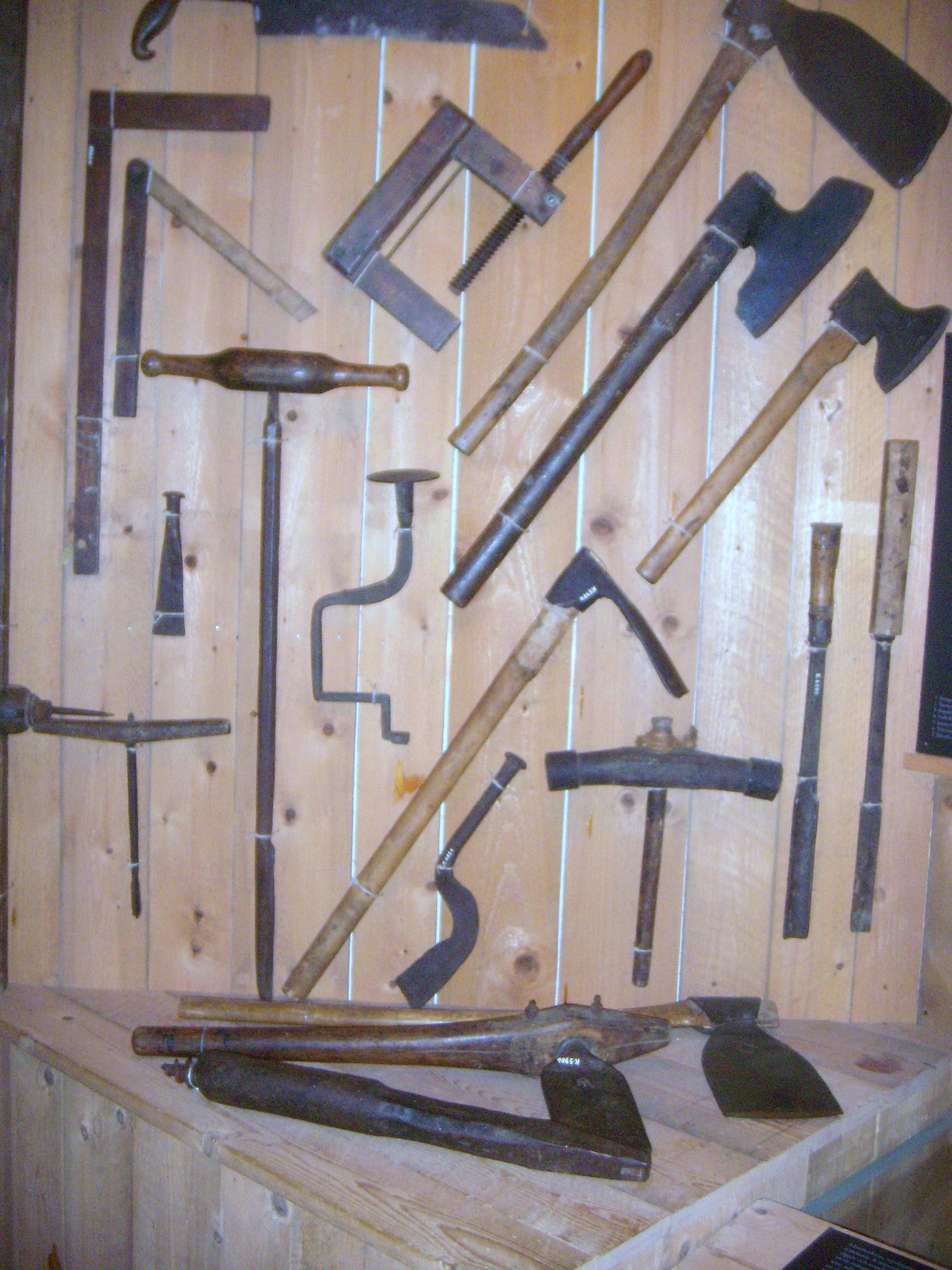
木工的工具

- 手工具、農具：包括石器、斧、錛、鋸、銼、鑿、刨、螺絲起子、扳手、內六角扳手、鑽、錐（英语：Bradawl）、鉗、鎚、鍬、鏟、鎬、鐮刀、刀、鍘刀、砍刀、剪刀、连枷、锄、耧车、犁、耙、耠子、碌碡、石磨、碾
- 電動工具：包括起子機、電鑽、壓碎機、電鎚、砂輪機、電鋸、碎紙機、平地機、線焊、刳刨、護貝機、吸塵器。
- 金工具：包括車床、銑床、造形機、研磨機、鑚床、機床等。
- 液壓工具：包括Hurst tool和液壓打樁機。
- 氣動工具：包括氣動研磨、氣動打磨、氣動鑚、氣動螺絲起子、氣動攻牙機、氣動鋼鋸、氣動剪、氣動板手。
- 熱力工具：包括電烙鐵、焊接及熱噴槍。
- 食具：包括筷子、叉、刀、匙。
- 炊具：包括锅、鼎、鬲。
- 清潔用具：包括各種刷，如牙刷和掃帚、刷布、清潔用手套、洗後擦乾物件用的毛巾等。
- 書寫工具：包括毛筆、圓珠筆、鋼筆、鉛筆、羽毛筆、鐵筆。
- 測量儀器：直尺、標尺、三角尺、分厘卡尺、遊標卡尺、量角器、雷射對心儀、水平儀。
- 樂器
- 特定用途的工具：包括馬鞭、趕牛棒、人造陰莖、震盪器、磨刀石、吹風機、蛋戳、髮烙、壁爐戳。
- 多用途工具：瑞士軍刀、工具鉗。
- 體育用品：包括跳繩、吊袋、棋子、鞍馬。
- 其他家居用品：包括不求人、開瓶器、開罐刀、風扇、蒼蠅拍、唧筒、刷布。
- 刑具

玩具的工具很受小孩喜愛。有些玩具工具是真實工具的袖珍版，如小孩於沙灘或沙池玩的玩具鏟和桶；另外有些玩具工具並沒有真正的功能，如一把鈍的塑膠刀。

### 智能工具
- 語言
- 邏輯
- 傳統
- 算術

在電腦科學，工具一詞也用於協助人們工作的軟體程式，比如電腦輔助設計等。

## 工具的功能
各種工具都有其特定功能，例如：
- 观察（夜视镜……）
- 切割（刀、鐮刀……）
- 用力（鎚、螺絲起子、鞭、書寫工具……）
- 指引（三角尺、算術、直尺、傳統……）
- 保護（头盔、铠甲、盾牌……）
- 捕捉及把持（鉗、手套、扳手……）